# Megan Parkinson
Megan Parkinson (* 18. Juli 1996 in Yorkshire) ist eine britische Schauspielerin.

## Leben und Karriere
Parkinson wurde am 18. Juli 1996 in Yorkshire geboren. Ihr Debüt gab sie 2016 in einer Folge in Holby City. Anschließend war sie im selben Jahr im Fernsehfilm Damilola, Our Loved Boy zu sehen. Von 2017 bis 2019 trat sie in der Serie Game of Thrones auf. Unter anderem spielte Parkinson in zwei Episoden in Strike mit. Zwischen 2018 und 2021 bekam sie in der Fernsehserie Ackley Bridge eine Hauptrolle. Ihre nächste Hauptrolle bekam sie 2022 in Rules of the Game.

## Filmografie
- 2016: Holby City (Fernsehserie, 1 Episode)
- 2016: Damilola, Our Loved Boy
- 2016: To Walk Invisible
- 2017–2019: Game of Thrones (Fernsehserie, 5 Episoden)
- 2017: Strike (Fernsehserie, 2 Episoden)
- 2017: Harlots – Haus der Huren (Harlots, Fernsehserie, 1 Episode)
- 2018–2021: Ackley Bridge (Fernsehserie)
- 2019: Nancy (Kurzfilm)
- 2022: Rules of the Game (Fernsehserie)